# Бушневская волость
Бушневская волость — низшая административно-территориальная единица в составе Чухломского уезда Костромской губернии Российской империи и СССР, существовавшая в 1727—1929 годах.
Волостной центр — село Бушнево.
Ныне территория Антроповского, Галичского и Чухломского районов Костромской области.

## История
14 января 1929 года Костромская губерния и все её уезды были упразднены, большая часть Чухломского уезда вошла в состав Костромского округа Ивановской Промышленной области.

## Состав волости
По данным на 1907 год в состав волости входили нижеследующие населённые пункты.
Анно-Васильевское усадьба на рч. Вига, Бакланово д., Бардаково д., Бильково д. на рч. Яхна (совр. Яхня), Бобынино д., Боловино д., Болотово д., Борикино д., Бородино д. на рч. Бородинка, Ботвино д., при уроч. Верчуга, Бочагово д., Боярское усадьба при прудах, Буково д., Бураково усадьба, Бурмакино д., Бушнево с., 2 ш. пч., тед. отд., б., я. на рч. Ега, Васьково д., Великий Двор д., Винокуренный завод к-ца Завьялова —при д. Подольново, Вижки (Вишки) д. и усадьба на рч. Вига, Власово д., Глазуново (Воскресенье) с., Голдино д. на рч. Вига, Головино д., Гостилово д., Григорово д. на рч. Нея, Доронино д. на рч. Вига, Дорофеево д., Дор д. на рч. Нея, Дракино д. на рч. Яхна (совр. Яхня), Дюребнево д. на рч. Вига, Ермаково д., Ермолино д. на рч. Ега, Заречье д., Зекиево д. на рч. Ега, Зеленцыно д., Зимнево д., Зуево д., Извал д. на рч. Нея, Извальская водяная мельница на рч. Нея, Исаково д., Каменново д. уроч. Верчуга, Коконыгино д. на рч. Бородинка, Константиново д., Копылово д., Костенево д., Костино д. на рч. Вига, Косянино д. на рч. Вига, Красково усадьба, Красник д. на рч. Яхна (совр. Яхня), Красник хут., Кузнецово д., Куликово д. на рч. Дробинка, Лабаз д. на рч. Вига, Лукинхкое д., Луковцыно д., Любятино д. на рч. Ега, Малофеево д., Мартыново д., Маслово д. на рч. Яхна (совр. Яхня), Матвейково д., Меледино д., Мизинцево д. на рч. Вига, Михалево д., Мумырево д., Овсяниково д., Ожегино д. на рч. Вига, Озерки д. на рч. Вига, Осиновец д., Осташево д., Петраково д., Платуново д., Подлесново д., Подольново д. на рч. Едомжа, Починковская водяная мельница купца Завьялова, Починок д., Пузырево д., Рамешки с., ш., Репехтино д., Репище д., Рыжово д., ш., Рындино д. на рч. Ега, Серапиха с., ш. на рч. Вига, Слыхово д., Сохинское д. на рч. Вига, Сохинская  м. на рч. Вига, Степурино д., Стопник д., Тарасово д., Фаладьино д., Фатьяново д., Федурино д., Федюнино д., Филино д. (Бушневскаго общества), Филино д. (Софийского общемства), Филисово д. на рч. Жаровка, Фомино д. на рч. Вига, Харламово д. на рч. Яхна (совр. Яхня), Хорошево д., Шатуново д. на рч. Юдинка, Шилыково д. на рч. Поденьжа, Шилыково сельцо, Ширино д., Шишкино д. на рч. Жаровка, Яхна Большая д. на рч. Яхна (совр. Яхня), Яхна Маленькая д. на рч. Яхна (совр. Яхня).